# 紅斑羊魚
紅斑羊魚為輻鰭魚綱鱸形目鱸亞目鬚鯛科的其中一種，分布於黑海及亞速海海域，棲息深度100-300公尺，體長可達33.2公分，棲息在礫石、沙泥底質海域，屬肉食性，以小型無脊椎動物為食。